# Sankt Georgen am Längsee
Sankt Georgen am Längsee osztrák község Karintia Sankt Veit an der Glan-i járásában. 2016 januárjában 3690 lakosa volt. 

## Elhelyezkedése

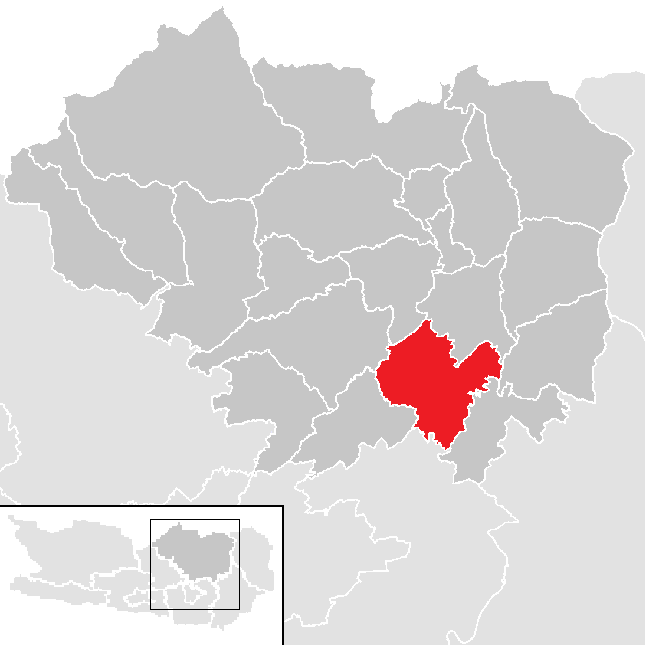
Sankt Georgen a Sankt Veit-i járásban

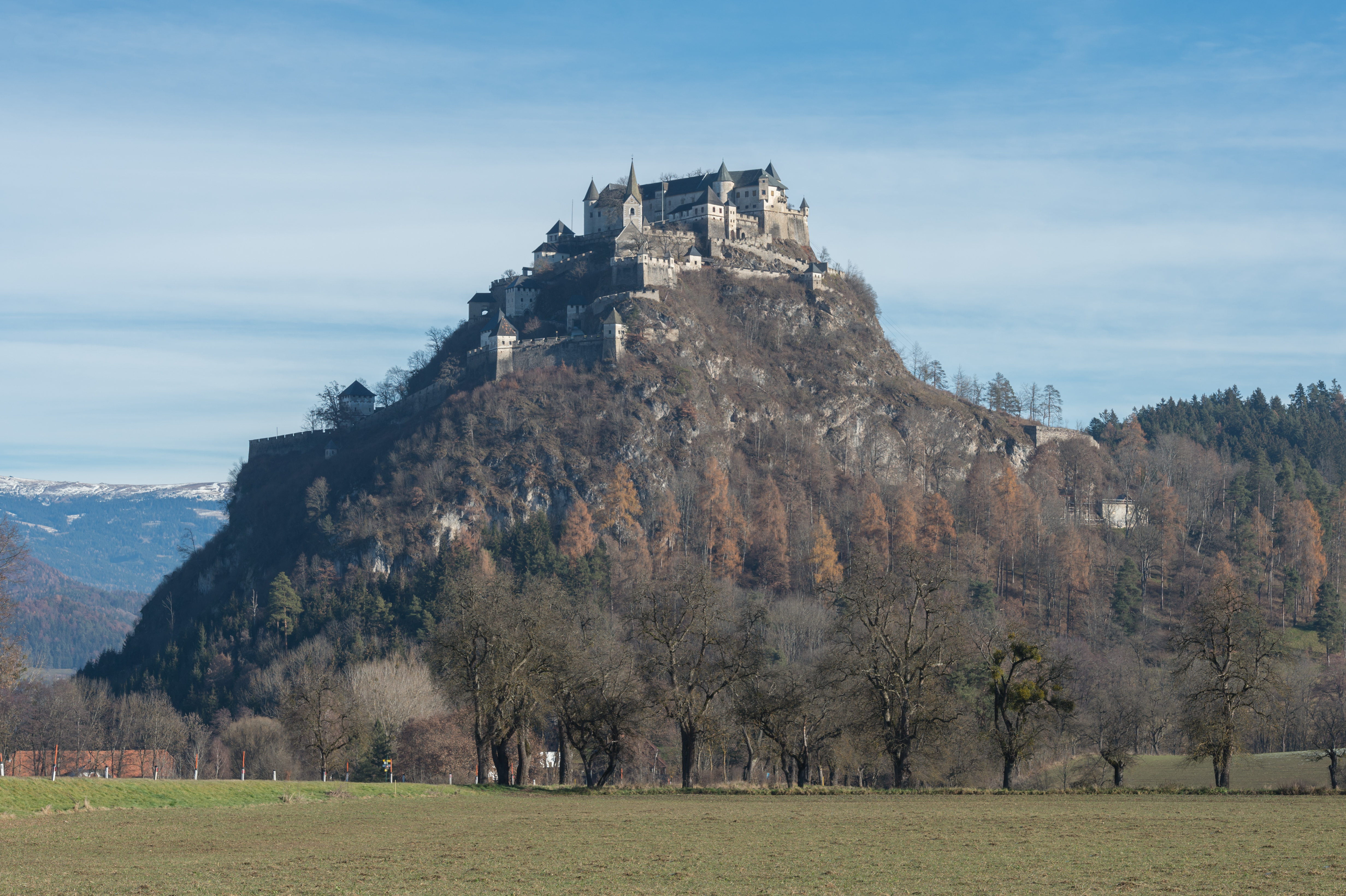
Hochosterwitz vára

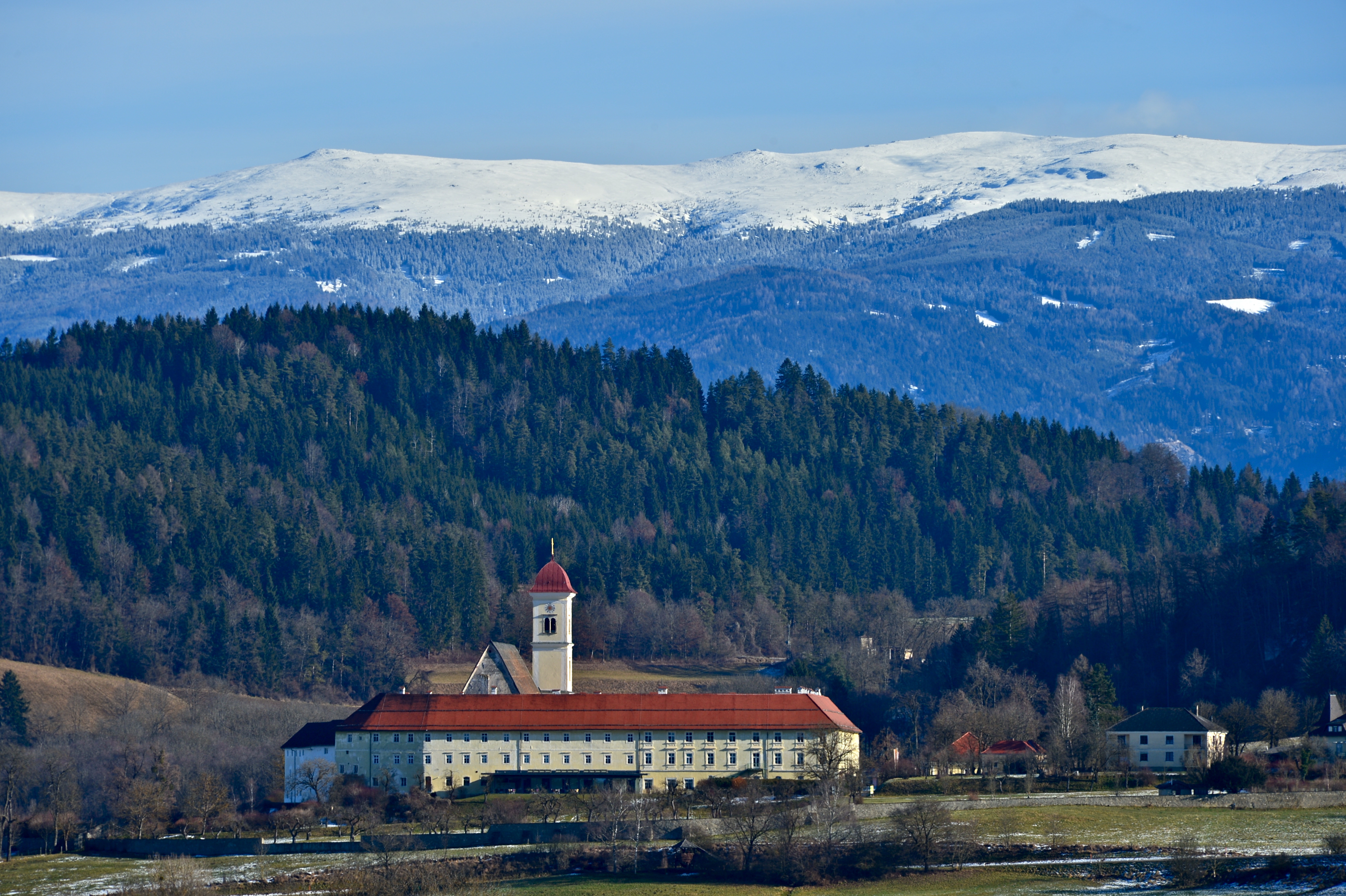
A Szt. György-kolostor

Sankt Georgen Karintia középső részén fekszik, a Klagenfurti-medence északi felén a Krappfeld és a Zollfeld síkjai között. Legnagyobb állóvize a 75 hektáros Längsee. A községi tanács hat katasztrális községben 38 falut és településrészt fog össze, amelyek lakossága 1158 (Launsdorf) és 2 (Garzern) között változik.

A környező települések: északra Mölbling, északkeletre Kappel am Krappfeld, keletre Eberstein, délkeletre Brückl, délre Magdalensberg, délnyugatra Sankt Veit an der Glan, nyugatra Frauenstein.

## Története
A régió középkori történelmét a Szt. Györgynek szentelt bencés apátság határozta meg, amelyet, 1002 és 1008 között alapított I. Hartwig bajor palotagróf lánya, Wichburg.
Az önkormányzat legnagyobb falva Launsdorf, amelyet templomának védőszentje után a 18. századig Maria am Sand-nak neveztek. Launsdorfot az írott források 1103-ban említik először.
A vasút (a Kronprinz-Rudolf-Bahn) 1868-ban ért el a régióba.
A községi tanács 1850-ben alakult. Sankt Georgen ekkor még St. Donathoz tartozott, amelyet 1895-ben különválasztottak (ma Sankt Veit része). Az önkormányzat területét 1973-ban kiterjesztették a felszámolt Meiselding egy részére.

## Lakosság
A Sankt Georgen-i önkormányzat területén 2016 januárjában 3690 fő élt, ami némi növekedés a 2001-es 3551 lakoshoz képest. Akkor a helybeliek 96,4%-a volt osztrák állampolgár. 83,3%-uk katolikusnak, 6,1% evangélikusnak, 1,3% mohamedánnak, 6,4% pedig felekezeten kívülinek vallotta magát.

## Látnivalók
- Hochosterwitz vára
- Niederosterwitz vára
- a valamikori Szt. György-apátság
- Taggenbrunn vára
- Rottenstein vára
- Drasendorf vára
- Gösseling temploma

## Testvértelepülések
Zoppola, Olaszország

## Fordítás
- Ez a szócikk részben vagy egészben  a   Sankt Georgen am Längsee című német Wikipédia-szócikk ezen változatának fordításán alapul.  Az eredeti cikk szerkesztőit annak laptörténete sorolja fel. Ez a jelzés csupán a megfogalmazás eredetét és a szerzői jogokat jelzi, nem szolgál a cikkben szereplő információk forrásmegjelöléseként.